# Systeem (muziek)
Onder systeem wordt in de klassieke muziek algemeen verstaan: een verticaal corresponderende samenvoeging van de notenbalken van een muzikale compositie. Bij een systeem worden in de partituur alle notenbalken links aan het begin van de pagina verbonden door middel van een verticale lijn, en worden bovendien vaak ook alle maatstrepen verticaal verbonden, zodat over de beoogde synchroniciteit van de diverse partijen geen twijfel kan bestaan. Ook worden de notenbalken weleens verbonden met een haak of accolade.
Systemen in deze zin werden sinds het begin van de 17e eeuw gebruikelijk, door de invoering van de basso continuo. Voor deze tijd echter, werden de partijen gezamenlijk op een blad genoteerd, zonder dat voor het oog duidelijk was, hoe de gelijktijdigheid van een compositie verliep. Deze oude praktijk komt voort uit de tijd van voor de uitvinding van de boekdrukkunst, toen er nog maar weinig exemplaren van elk origineel bestonden, die voorts ook het praktische nut dienden te vervullen, dat de musici, veelal zangers, het werk rechtstreeks moesten kunnen uitvoeren van dat ene exemplaar bladmuziek.
In de 20e eeuw kwam een nieuw begrip van systeem in de muziek op: het systeem, volgens welk een componist componeerde, te beginnen met Arnold Schoenbergs systeem van atonaliteit.